# Okres Jura-Nord vaudois
Okres Jura-Nord vaudois (francouzsky District du Jura-Nord vaudois) je jedním z okresů kantonu Vaud ve Švýcarsku. Jeho sídlem je Yverdon-les-Bains.

## Poloha
Okres se rozkládá v severozápadní části kantonu. Na západě sousedí s Francií, na severu a severovýchodě s kantonem Neuchâtel, na východě s kantonem Fribourg a na jihu a jihovýchodě s okresy Nyon, Morges, Gros-de-Vaud a Broye-Vully.